# In a Class of His Own
In a Class of His Own è un film per la televisione del 1999 diretto da Robert Munic.

## Trama
Il bidello di una scuola superiore dell'Oregon, soprannominato da tutti "Rich" è ammirato dagli studenti che, spesso gli chiedono il suo consiglio. Purtroppo Rich è sprovvisto del diploma di scuola superiore e quindi il consiglio scolastico lo obbliga a ottenere il suo GED entro 30 giorni, altrimenti saranno costretti a licenziarlo. 